# Álvaro (football, 1990)
Pour les articles homonymes, voir Álvaro González, González et Álvaro.
González  Soberón est un nom espagnol. Le premier nom de famille, en général paternel, est González ; le second, en général maternel, souvent omis, est Soberón.
Álvaro González Soberón, dit Álvaro, né le 8 janvier 1990 à Potes en Espagne, est un footballeur espagnol qui évolue au poste de défenseur central au CD Tenerife.

## Biographie

### Carrière en club

#### Débuts en Liga
Álvaro González est formé au Racing Santander avec qui il joue ses premiers matchs professionnels en 2011 en étant titularisé contre le RCD Majorque, le Hércules FC puis l'Atlético de Madrid lors des dernières journées de Liga 2010/2011. Il devient titulaire dès la saison suivante est prend part à trente-cinq rencontres toutes compétitions confondues et marque son premier but professionnel lors d'un match nul un but partout contre l'Athletic Club mais le club est relégué en terminant dernier de Liga. Il quitte alors le club
Álvaro rejoint ensuite le Real Saragosse avec qui il est titulaire indiscutable mais il vit une seconde relégation consécutive avec deux clubs différents, terminant une nouvelle fois dernier. Il reste au club mais la saison se termine par une triste quatorzième place de Liga Adelante.
Il quitte le club après deux saisons et rejoint l'Espanyol de Barcelone. Il prend une place de titulaire dès sa première saison au club et amène son club en demi finale de Coupe du Roi. Après quatre-vingt-deux matchs en deux saisons, il quitte le club.

#### Villarreal CF (2016-2019)
Le 31 août 2016, Álvaro rejoint le Villarreal CF.  Après avoir débuté les deux premières journées de championnat sous ses anciennes couleurs, il porte le maillot des jaunes pour la première fois contre le CA Osasuna un mois après son arrivée. Souvent titulaire, il participe à la belle saison du club qui termine à la cinquième place. Il joue son premier match européen lors de la phase de poule Ligue Europa contre le FC Zurich, victoire deux buts à un. Remplaçant lors des seizièmes de finale aller contre l'AS Roma, défaite quatre buts à zéro, il est titulaire de la victoire au match retour un but à zéro mais insuffisant pour se qualifier.
La saison suivante ressemble beaucoup à la première, titulaire indiscutable, cinquième en championnat et éliminé en seizième de finale de Ligue Europa par l'Olympique lyonnais.
Pour sa troisième saison au club, il vit son meilleur parcours européen, Villareal atteignant les quarts de finale face au FC Valence après avoir éliminé le Sporting CP puis le Zénith Saint Petersbourg mais le club termine à une décevante quatorzième place en championnat.

#### Olympique de Marseille (2019-2022)

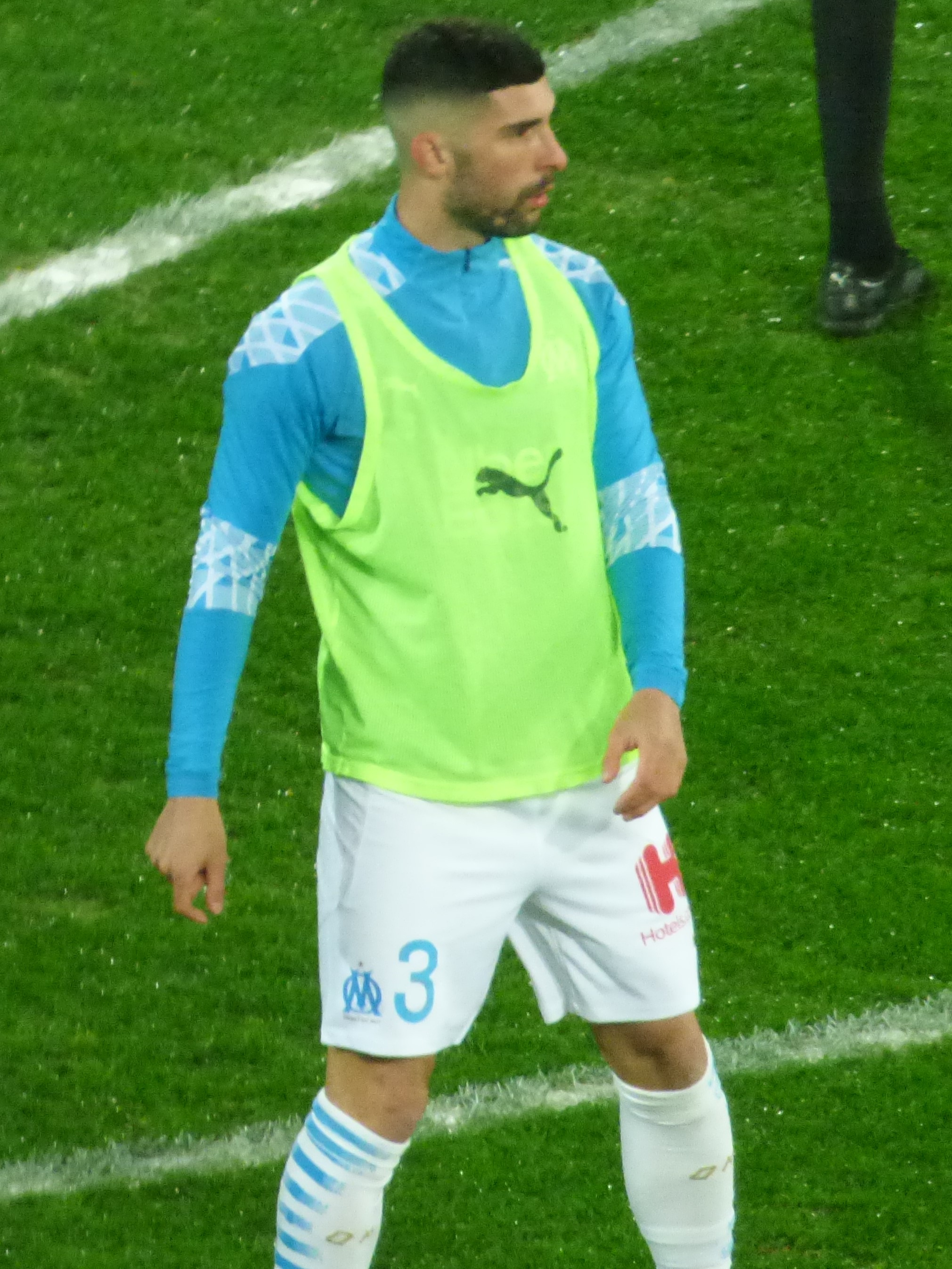
Álvaro avec l'Olympique de Marseille en 2021.

Le 19 juillet 2019, il est prêté un an avec option d'achat obligatoire à l'Olympique de Marseille.
Il deviendra rapidement un joueur apprécié du Stade Vélodrome. Un tifo sera réalisé en son honneur, lors de la 6e journée de Ligue 1 face au Montpellier HSC, match où il se blessera, le faisant s'éloigner des terrains pendant 4 semaines.
Il inscrit son 1er but avec l'Olympique de Marseille lors d'un match de Coupe de France à Caen, face à l'US Granville (0-3).
Le 30 juin 2020, il signe pour 3 ans à l'Olympique de Marseille à la suite de son prêt avec option d'achat.
Le 13 septembre 2020, il est accusé de racisme par Neymar à la suite du match PSG-OM. Le 30 septembre 2020, après instruction du dossier, audition des joueurs et des représentants des clubs, la Commission constate qu'elle ne dispose pas d'éléments suffisamment probants lui permettant d'établir la matérialité des faits de propos à caractère discriminatoire du joueur à l'encontre de Neymar durant la rencontre ni de Neymar à l'encontre d'Alvaro Gonzalez. La Commission décide qu'il n'y a pas lieu à sanction. Les deux hommes n'ont écopé d'aucun match de suspension alors que le barème en prévoyait 10.
Il inscrit son second but sous les couleurs olympiennes le 17 février 2021, lors de la 11ème journée de Ligue 1 face à l'OGC Nice.
Afin de permettre à l'Olympique de Marseille, soumis à un encadrement de la masse salariale par la DNCG, d'enregistrer l'arrivée du Marocain Amine Harit, Alvaro, son compatriote Pol Lirola et Leonardo Balerdi acceptent de baisser leurs salaires sur la saison 2021-2022,.
Après avoir été écarté de l'effectif en fin de saison 2021-2022, il quitte officiellement le club le 24 juin 2022 en résiliant son contrat qui devait se terminer normalement en 2024.

#### Al-Nassr (2022-2023)
Libre de tout contrat de l'Olympique de Marseille depuis le 1er août 2022, Àlvaro s'engage le 29 août 2022 avec Al-Nassr en Arabie saoudite et signe jusqu'en 2024.
Il quitte le club à l'issue de la saison 2022-2023.

#### Al-Qadsiah (depuis 2023)
Le 20 juillet 2023, le club d'Al-Qadsiah, en deuxième division saoudienne, annonce s'attacher les services d'Álvaro. 
Le 10 mars 2024, Álvaro annonce sur Snapchat qu'il va jeûner pendant le mois de ramadan en signe de solidarité avec ses coéquipiers musulmans. 

### Carrière internationale
Avec les espoirs, il participe au championnat d'Europe espoirs en 2013. Lors de cette compétition organisée en Israël, il ne joue qu'un seul match, contre les Pays-Bas. L'Espagne remporte le tournoi en battant l'Italie 4 buts à 2 en finale.

## Statistiques
| Saison                | Club                          | Championnat           | Championnat | Championnat | Championnat | Coupe(s) nationale(s) | Coupe(s) nationale(s) | Coupe(s) nationale(s) | Supercoupe | Supercoupe | Supercoupe | Compétition(s) continentale(s) | Compétition(s) continentale(s) | Compétition(s) continentale(s) | Compétition(s) continentale(s) | Total | Total | Total |
| Saison                | Club                          | Division              | M.          | B.          | P.d.        | M.                    | B.                    | P.d.                  | M.         | B.         | P.d.       | Comp.                          | M.                             | B.                             | P.d.                           | M.    | B.    | P.d.  |
| 2010-2011             | Racing de Santander           | Liga                  | 3           | 0           | 0           | -                     | -                     | -                     | -          | -          | -          | -                              | -                              | -                              | -                              | 3     | 0     | 0     |
| 2011-2012             | Racing de Santander           | Liga                  | 34          | 1           | 0           | 1                     | 0                     | 0                     | -          | -          | -          | -                              | -                              | -                              | -                              | 35    | 1     | 0     |
| Sous-total            | Sous-total                    | Sous-total            | 37          | 1           | 0           | 1                     | 0                     | 0                     | -          | -          | -          | -                              | -                              | -                              | -                              | 38    | 1     | 0     |
| 2012-2013             | Real Saragosse                | Liga                  | 33          | 1           | 0           | 4                     | 0                     | 0                     | -          | -          | -          | -                              | -                              | -                              | -                              | 37    | 1     | 0     |
| 2013-2014             | Real Saragosse                | Segunda División      | 39          | 1           | 2           | 1                     | 0                     | 0                     | -          | -          | -          | -                              | -                              | -                              | -                              | 40    | 1     | 2     |
| Sous-total            | Sous-total                    | Sous-total            | 72          | 2           | 2           | 5                     | 0                     | 0                     | -          | -          | -          | -                              | -                              | -                              | -                              | 77    | 2     | 2     |
| 2014-2015             | Espanyol de Barcelone         | Liga                  | 36          | 1           | 0           | 6                     | 0                     | 0                     | -          | -          | -          | -                              | -                              | -                              | -                              | 42    | 1     | 0     |
| 2015-2016             | Espanyol de Barcelone         | Liga                  | 36          | 0           | 1           | 2                     | 0                     | 0                     | -          | -          | -          | -                              | -                              | -                              | -                              | 38    | 0     | 1     |
| 2016-2017             | Espanyol de Barcelone         | Liga                  | 2           | 0           | 0           | -                     | -                     | -                     | -          | -          | -          | -                              | -                              | -                              | -                              | 2     | 0     | 0     |
| Sous-total            | Sous-total                    | Sous-total            | 74          | 1           | 1           | 8                     | 0                     | 0                     | -          | -          | -          | -                              | -                              | -                              | -                              | 82    | 1     | 1     |
| 2016-2017             | Villarreal CF                 | Liga                  | 23          | 1           | 1           | 4                     | 0                     | 0                     | -          | -          | -          | C3                             | 5                              | 0                              | 0                              | 32    | 1     | 1     |
| 2017-2018             | Villarreal CF                 | Liga                  | 33          | 0           | 2           | 2                     | 0                     | 0                     | -          | -          | -          | C3                             | 3                              | 0                              | 0                              | 38    | 0     | 2     |
| 2018-2019             | Villarreal CF                 | Liga                  | 33          | 1           | 2           | 1                     | 0                     | 0                     | -          | -          | -          | C3                             | 7                              | 0                              | 1                              | 41    | 1     | 3     |
| Sous-total            | Sous-total                    | Sous-total            | 89          | 2           | 5           | 7                     | 0                     | 0                     | -          | -          | -          | -                              | 15                             | 0                              | 1                              | 111   | 2     | 6     |
| 2019-2020             | Olympique de Marseille (prêt) | Ligue 1               | 20          | 0           | 0           | 4                     | 1                     | 0                     | -          | -          | -          | -                              | -                              | -                              | -                              | 24    | 1     | 0     |
| 2020-2021             | Olympique de Marseille        | Ligue 1               | 32          | 2           | 3           | 1                     | 0                     | 0                     | 1          | 0          | 0          | C1                             | 6                              | 0                              | 0                              | 40    | 2     | 3     |
| 2021-2022             | Olympique de Marseille        | Ligue 1               | 5           | 0           | 0           | 1                     | 0                     | 0                     | -          | -          | -          | C3+C4                          | 2+1                            | 0                              | 0                              | 9     | 0     | 0     |
| Sous-total            | Sous-total                    | Sous-total            | 57          | 2           | 3           | 6                     | 1                     | 0                     | 1          | 0          | 0          | -                              | 9                              | 0                              | 0                              | 73    | 3     | 3     |
| 2022-2023             | Al-Nassr                      | Saudi Premier League  | 8           | 0           | 0           | -                     | -                     | -                     | -          | -          | -          | -                              | -                              | -                              | -                              | 8     | 0     | 0     |
| Total sur la carrière | Total sur la carrière         | Total sur la carrière | 337         | 8           | 11          | 27                    | 1                     | 0                     | 1          | 0          | 0          | -                              | 24                             | 0                              | 1                              | 389   | 9     | 12    |

## Palmarès

### En club
- Vice-champion de France de Ligue 1 en 2020 et 2022 avec l'Olympique de Marseille.
- Finaliste du Trophée des champions 2020 avec l'Olympique de Marseille.

### En sélection
- Vainqueur de l'Euro espoirs 2013 avec l'équipe d'Espagne espoirs.